# Tongelaar en omgeving
Tongelaar en omgeving is een natuurgebied van 490 ha in de gemeenten Mill en Sint Hubert, Grave en Cuijk. Het gebied bevindt zich tussen Mill en Escharen in de Nederlandse provincie Noord-Brabant en is sinds 1978 eigendom van de stichting Het Brabants Landschap.
Het natuurgebied is een landgoed dat vanouds behoort tot het Kasteel Tongelaar. Dit landgoed is gelegen op rivierklei, aangezien de Maas hier in het verleden gestroomd heeft. Tegenwoordig stromen de Ottersgraaf en de Lage Raam door het gebied. Daar waar het Defensiekanaal samenkomt bij de Lage Raam, gaat deze stroomafwaarts de Graafse Raam heten. Voorts ligt hier de Biestgraaf, een waardevolle houtwalbeek. Al deze wateren lopen in noordwestelijke richting.
Het gebied lag ook in de invloedssfeer van de Beerse Overlaat. Om de waterafvoer hiervan te verzekeren werd er van 1825-1845 veel bos gerooid, waaronder monumentale eiken. Akkerbouw, weidegrond en, op de natste gedeelten, wilgengrienden namen de plaats hiervan in.
Het merendeel van het gebied is tegenwoordig dan ook cultuurgrond, afgewisseld met bos, lanen en houtwallen. In het gebied liggen een aantal oude boerderijen die traditioneel tot het kasteel behoorden, soms een krukboerderij of een boerderij van het T-type. Een enkele boerderij ligt op een terp.

## Natuur
Aan de bosranden en houtwallen groeien planten zoals geel walstro, kruisbladwalstro, gevlekte aronskelk en slanke sleutelbloem. Van belang is het voorkomen van de das. Op het Hoogveld, een relatief hooggelegen rug, wordt biologische landbouw bedreven. De akkerandoorn is een van de kenmerkende akkeronkruiden.
Het gebiedsbeheer is gericht op de aanleg van houtsingels, waar ook de das van profiteert, en op vernatting.

## Omgeving
Ten oosten ligt het particuliere landgoed Ossenbroek. In het noorden liggen de natuurgebieden Vogelshoek, Gasselse Heide en Graafse Raamdal.